# مغامرات ماوكلي
مغامرات ماوكلي (Adventures of Mowgli) هي قصة رسوم متحركة طويلة صدرت في الأصل على شكل خمسة أفلام رسوم متحركة قصيرة مدة كل منها حوالي 20 دقيقة بين عامي 1967 و1971 في الاتحاد السوفيتي. يعتمد الفيلم علىرواية كتاب الأدغال لروديارد كيبلينج.
أخرج الفيلم من قبل رومان دافيدوف وأنتجه استوديو سايوز مولتفيلم. وفي عام 1973، تم دمج الأفلام الخمسة في فيلم واحد مدته 96 دقيقة.